# Schweizerland
Le Schweizerland, également connu sous les termes de Alpes du Schweizerland, est une chaîne de montagnes située dans la région du roi Christian IX, dans la partie orientale du Groenland. Elle fait partie intégrante de la municipalité de Sermersooq.
En 1912, le massif montagneux a été nommé Schweizerland par le géophysicien et explorateur de l'Arctique Alfred de Quervain, lors de la deuxième expédition suisse au Groenland,.

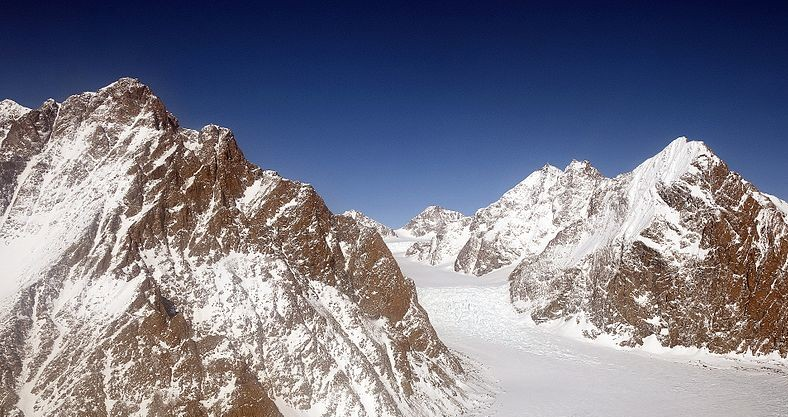
Vue de la chaîne du Schweizerland, avec le glacier Midgard s'épanchant au centre.